# Raie blanc nez
Espèce
Statut de conservation UICN

 LC  : Préoccupation mineure
La Raie blanc nez (Raja eglanteria) est une espèce de raie de la famille des Rajidae.